# Nechtelsen
Nechtelsen ist ein Ortsteil der Ortschaft Nordsulingen in der Stadt Sulingen im niedersächsischen Landkreis Diepholz.
Der Ort liegt nördlich des Kernortes Nordsulingen und nördlich der Kernstadt Sulingen. Westlich fließt die Sule und verläuft die B 61. Nordöstlich liegt das Waldgebiet Nechtelser Holz, ein naturnaher Mischwald.

## Kultur und Sehenswürdigkeiten
- Im Kreiswettbewerb „Unser Dorf hat Zukunft“  kam Nechtelsen im Sonderwettbewerb für Bauerschaften und Weiler im Jahr 2008 auf den 1. Platz.
- Zum Ortsteil Nechtelsen gehört auch das Gelände der „Wasserversorgung Sulinger Land“. Dort befindet sich ein Brunnen, den der Sulinger Künstler Robert Enders 1982 aus Beton und Naturstein gestaltet hat.